# GVPE
GVPE (GNU Virtual Private Ethernet) est un logiciel libre de création de réseaux privés virtuels développé et maintenu pour le projet GNU par Marc Lehmann.
À la différence des solutions traditionnelles de réseaux privés virtuels qui implémentent des tunnels, GVPE crée un véritable réseau par plusieurs points d'entrées possibles.
Il utilise de nombreux protocoles (HTTPS avec HTTPS-proxy-connect pour la connexion à des serveurs proxy et la création de tunnels sécurisés encapsulant d'autres protocoles, raw IP, UDP, TCP, ICMP et DNS), mais sa principale vocation reste la connexion de passerelles du réseau.